# Fabryka Lamp i Brązów

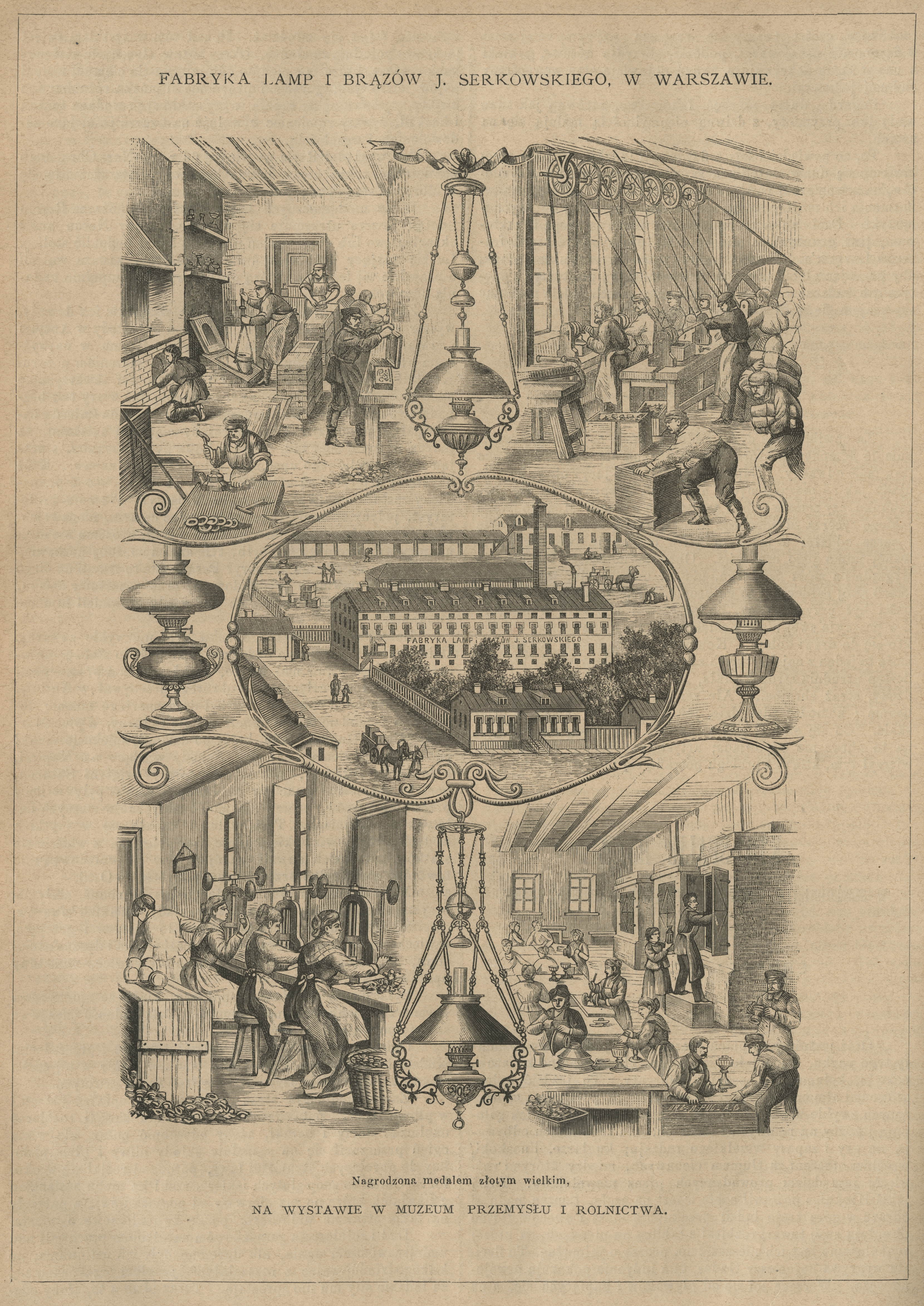
Fabryka lamp i brązów J. Serkowskiego w Warszawie - Bronisław Puc, 1890 rok

Fabryka Lamp i Brązów – fabryka lamp założona w 1862 roku Warszawie przez Jana Serkowskiego.

## Historia
Początkowo fabryka zajmowała się wyrobem głównie lamp naftowych. Mieściła się przy ulicy Leszno. W 1885 roku przeniesiono zakład pod adres Nowolipie 76/78. Była pierwszą taką fabryką w Warszawie. 
Na terenie fabryki znajdowały się: cyzelernia, odlewnia, warsztat mechaniczny, galwanizernia, szlifiernia i lakiernia (piece suszarnicze), a także sztancownia i drykiernia oraz tokarnia. Szklane klosze, zbiorniki i szkiełka zamawiano w hurtowni „Hortensja" w Piotrkowie. Knoty sprowadzano z Austrii.
Oprócz lamp naftowych produkowano tam także artystyczne lampy na zamówienie (np. kinkiety do kościoła św. Zbawiciela), lampy stojące, lampy-stoliki i tzw. Wunder-Lampe na licencji Rudolfa Ditmara.
Większość wyrobów eksportowano do Rosji. W Warszawie było jednak również kilka sklepów.
W 1922 roku, wobec spadku zainteresowania oświetleniem naftowym, zakład zmienił nazwę na: „Fabryka Wyrobów Metalowych". Z pierwotnej produkcji pozostawiono wyrób palników do lamp naftowych.
Lampy produkcji Serkowskiego znajdują się m.in. w kolekcjach: Muzeum Okręgowego w Koninie i Muzeum lamp naftowych w Krośnie.